# Акасі Такенорі
Такенорі Акасі (明石 全登, 1566 — ?) — самурай, представник клану Адзуті-Момояма раннього періоду Едо. Також відомий під псевдонімами Тарезумі, Зенто та Нарітойо. Тілоохоронець Наойя Укіти, який був головним дайме (паном) провінції Бізен. Мав придворне звання Камон-но-Камі (掃 部頭). За віросповіданням християнин і римо-католик.
Такенорі також був воєнним стратегом. У битві при Секігахарі він бився проти Фукусіми Масанорі й проявив неабияку відвагу. Після знищення в тому бою клану Укіта Такенорі раптово зник. Потім під час облоги Осаки він несподівано увійшов до замку, де бився з гнобителем християн Токугава Іеясу до останнього. Його дружина Моніка супроводжувала його по дорозі до міста й працювала медсестрою протягом облоги. Після падіння замку Такенорі знову втік. Він ніколи не здійснював харакірі у зв'язку з християнськими переконаннями. Хоча загони Токугави переслідували його, Такенорі так і не спіймали.
Його місцезнаходження та подальша доля після облоги Осаки невідома.